# O Rei da Internet
O Rei da Internet é um futuro filme brasileiro de drama policial produzido pela Clube Filmes em coprodução com a Vitrine Filmes. Com estreia prevista para 2025 é dirigido e roteirizado por Fabrício Bittar, o longa é protagonizado por João Guilherme no papel de Daniel Nascimento, um dos mais notórios hackers do país.

## Enredo
Baseado em fatos reais, o filme acompanha a trajetória meteórica de Daniel Nascimento (João Guilherme), um adolescente hacker envolvido em uma das maiores organizações criminosas virtuais do Brasil. Ainda antes de completar 17 anos, Daniel acumula milhões de reais por meio de golpes cibernéticos e vive uma vida de ostentação regada a luxo, fama e influência. No entanto, seu império digital começa a ruir quando ele se torna alvo de uma investigação da Polícia Federal.

## Elenco
- João Guilherme como Daniel Nascimento
- Marcelo Serrado
- Débora Ozório
- Emílio de Mello
- Kaik Pereira
- Bia Seidl
- Adriano Garib